# Polyplectropus robacki
Polyplectropus robacki is een schietmot uit de familie Polycentropodidae. De soort komt voor in het Neotropisch gebied.